# Mirosław Wieczorkiewicz
Mirosław Wieczorkiewicz (ur. 1958 w Gorzowie Wielkopolskim, zm. 18 sierpnia 2020 tamże) – polski fotograf, fotoreporter, dziennikarz, wydawca, działacz społeczny. Członek Rady Senatu Akademii im. Jakuba z Paradyża w Gorzowie Wielkopolskim. Przewodniczący Rady Studentów Niepełnosprawnych. Członek Prezydium Krajowej Rady Niewidomych Diabetyków. Członek Polskiego Związku Niewidomych. Współtwórca zespołu prasowego Głównej Komisji Sportu Żużlowego.

## Życiorys
Był absolwentem Akademii im. Jakuba z Paradyża w Gorzowie Wielkopolskim. Związany z gorzowskim środowiskiem dziennikarskim oraz fotograficznym – mieszkał i pracował w Gorzowie Wielkopolskim. Miejsce szczególne w jego twórczości zajmowała fotografia reportażowa, w zdecydowane większości poświęcona tematyce sportowej (żużlowej). 
Jako fotoreporter debiutował w 1973 – wówczas miała miejsce jego pierwsza publikacja w prasie (dziennik Sport). Od 1974 jako fotoreporter współpracował z Klubem Sportowym Stal Gorzów Wielkopolski. W latach 1973–2004 jako fotoreporter współpracował z wieloma krajowymi oraz lokalnymi czasopismami (m.in. Głosem Wielkopolskim, Kurierem Szczecińskim, Motorem, Przeglądem Sportowym, Sportem, Sportowcem, Tygodnikiem Żużlowym, Gazetą Lubuską, Ziemią Gorzowską). Uczestniczył w kilkuset imprezach, wydarzeniach sportowych w Polsce i za granicą (m.in. w mistrzostwach świata na lodzie w Ałma Acie), z których tworzył wiele fotoreportaży – publikowanych w wielu sportowych czasopismach w Polsce i za granicą (m.in. w Anglii, Danii, Niemczech, Szwecji). Od 1989 do 1996 był współwłaścicielem Agencji Reklamowo-Wydawniczej DeJaMir, która wprowadziła na rynek prasowy czasopisma takie jak: Gorzowiak, Kurier Gorzowski, Sportowy Kurier Gorzowski, Tygodniowa Gazeta Popołudniowa. Z powodu utraty wzroku, w 2004 zakończył działalność fotoreporterską.
Był autorem wystaw indywidualnych – m.in. wystawy Świat speedway'a zatrzymany w kadrze w Gorzowie Wielkopolskim i Kostrzynie, w 1997 roku oraz wystawy Edward Jancarz – pamiętajmy Go takim, jaki był na torze – w gorzowskiej Galerii ARS, w 2005. W 2006 został laureatem Plebiscytu Tygodnika Żużlowego na Zdjęcie Sezonu 2005. Zmarł w nocy z 17 na 18 sierpnia 2020 po ciężkiej chorobie, w wieku 62 lat. Pochowany został na Cmentarzu Komunalnym w Gorzowie Wielkopolskim (7DZ/3/25).

## Odznaczenia
- Srebrna Odznaka Honorowa Polskiego Związku Motorowego (2003)[1]
- Brązowy Krzyż Zasługi (2012)[1]